# 75-ös busz (Miskolc)
A miskolci 75-ös busz egy ingyenes járat volt, mely csak 2023. június 24-én közlekedett a Múzeumok Éjszakája rendezvényének részeként, a miskolci menetrend szerinti autóbusz-közlekedés fennállásának 75. évfordulója alkalmából. A járatot az MVK Zrt. üzemeltette.

## Megállói
| 75-ös busz (Centrum - Szondi György utca) | 75-ös busz (Centrum - Szondi György utca)       | 75-ös busz (Centrum - Szondi György utca) |
| ----------------------------------------- | ----------------------------------------------- | ----------------------------------------- |
| 0                                         | Centrum                                         | 10                                        |
| 3                                         | Búza tér/Zsolcai kapu                           | -                                         |
| -                                         | Soltész Nagy Kálmán utca (villamos-megállóhely) | 6                                         |
| 10                                        | Szondi György utca                              | 0                                         |